# Рединг (Охајо)
Рединг (енгл. Reading) град је у америчкој савезној држави Охајо.

## Демографија
По попису из 2010. године број становника је 10.385, што је 907 (-8,0%) становника мање него 2000. године.
| Група             | 2000.          | 2010.         |
| Белци             | 10.539 (93,3%) | 9.152 (88,1%) |
| Афроамериканци    | 361 (3,2%)     | 756 (7,3%)    |
| Азијати           | 133 (1,2%)     | 100 (1,0%)    |
| Хиспаноамериканци | 89 (0,8%)      | 175 (1,7%)    |
| Укупно            | 11.292         | 10.385        |